# Strasburgeriaceae
Classification APG III (2009)
Famille
La famille des Strasburgeriaceae ne comportait qu'une seule espèce, un arbre (Strasburgeria robusta) endémique de Nouvelle-Calédonie.

## Étymologie
Le nom vient du genre type Strasburgeria donné en l’honneur du botaniste germano-polonais Eduard Adolf Strasburger (1844–1912), qui a établi les lois modernes de la cytologie végétale.
En 1854 cette famille s’appelait Ixerbaceae, nommée d’après le genre Ixerba, anagramme de Brexia (Celastraceae), auquel on pensait le genre lié. Cependant le nom le plus récent, Strasburgeriaceae (1908), s'est substitué aux  Ixerbaceae, sans doute par souci de rendre hommage à Strasburger, un des plus grands botanistes du XIXe siècle.

## Classification
Cette famille n'existe pas dans la classification classique de Cronquist (1981).
La classification phylogénétique APG II (2003) la situe à la base des Rosidées (Rosids).
Le Angiosperm Phylogeny Website la situe dans l'ordre des Crossosomatales, choix qui a été confirmé par la classification phylogénétique APG III (2009).

## Liste des genres
La classification phylogénétique APG III (2009) inclut dans cette famille les genres précédemment placés dans la famille Ixerbaceae. Le genre Ixerba pour être précis.
Selon Angiosperm Phylogeny Website (2 juin 2010) et NCBI (2 juin 2010) (Plus conforme à APGIII puisqu'il incorpore le genre Ixerba anciennement dans Ixerbaceae) :
- genre Ixerba
- genre Strasburgeria

Selon DELTA Angio (2 juin 2010) :
- genre Strasburgeria Baill.

## Liste des espèces
Selon NCBI (2 juin 2010) :
- genre Ixerba
  - Ixerba brexioides
- genre Strasburgeria
  - Strasburgeria robusta